# Ford R-Series
Ford R-Series — автобус на базе Ford D-Series, выпускавшийся компанией Ford с 1964 по 1986 год.

## История
Ford R-Series впервые был представлен в 1964 году. Двигатель расположен спереди вертикально.
Автобус выпускался в модификациях R192 и R226, которые в 1976 году были переименованы в R1014 и R1114, а затем в середине 1980-х годов — в R1015 и R1115. В 1978 году в целях уменьшения высоты пола двигатель был наклонён набок. С 1973 по 1977 год южнокорейская компания Hyundai Motor выпускала ребеджинговые автобусы Hyundai R192/R182.
Производство автобусов Ford R-Series было остановлено в 1986 году.

## Эксплуатация
В Соединённом Королевстве автобус был популярен в 1970-х годах. В настоящее время некоторые экземпляры эксплуатируются на Мальте.

## Галерея

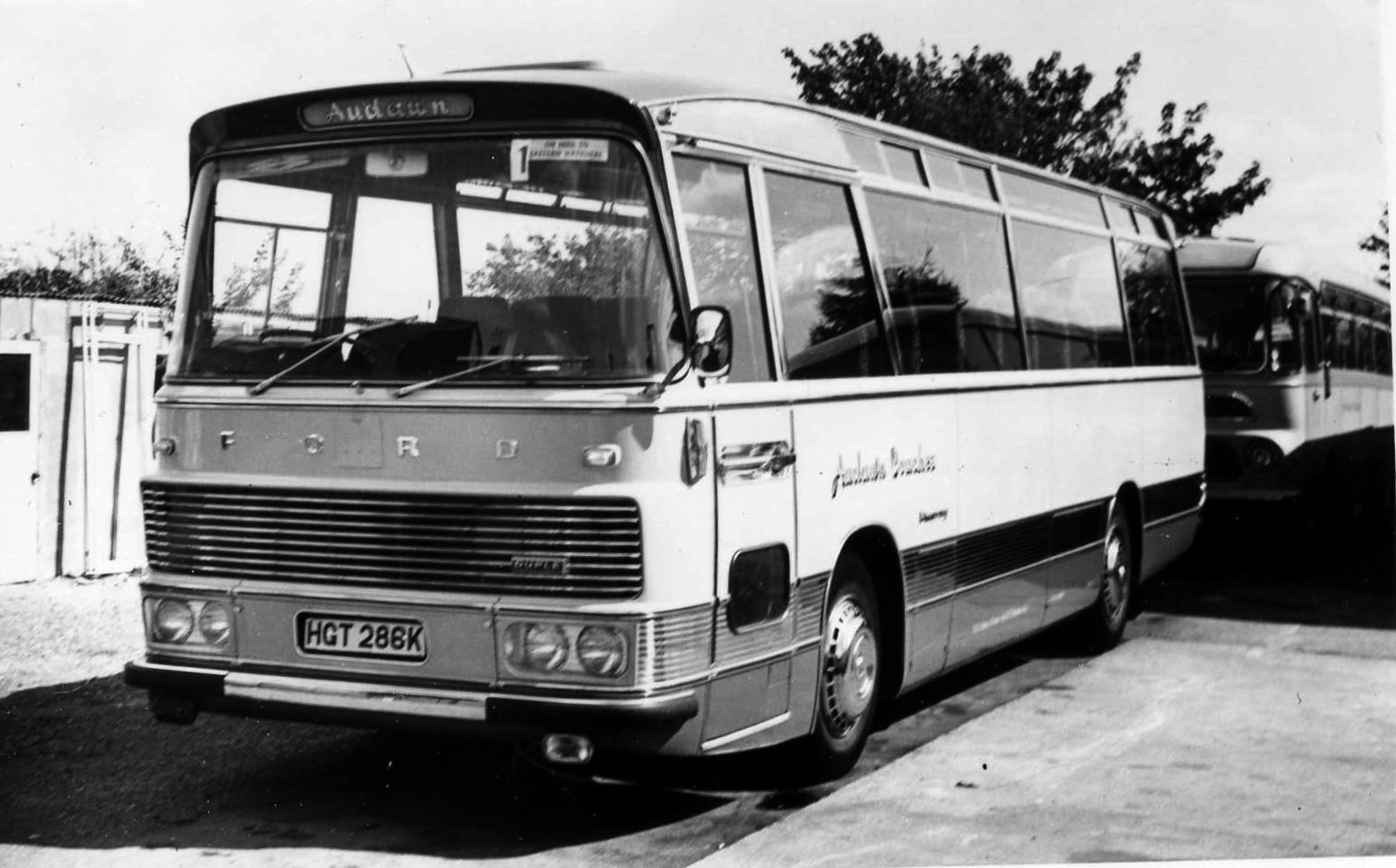
Ford R192
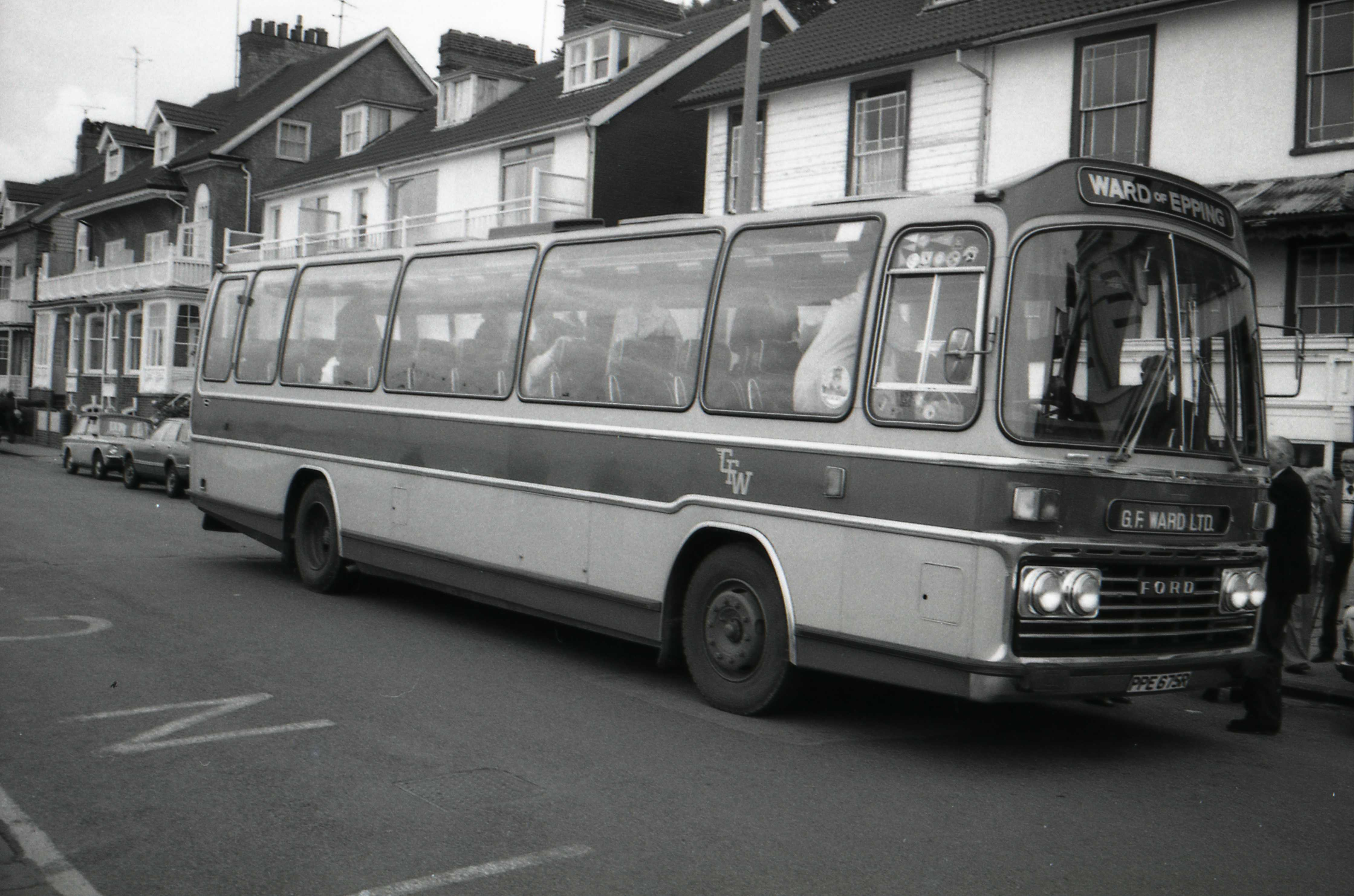
Ford R1114